# Valdina

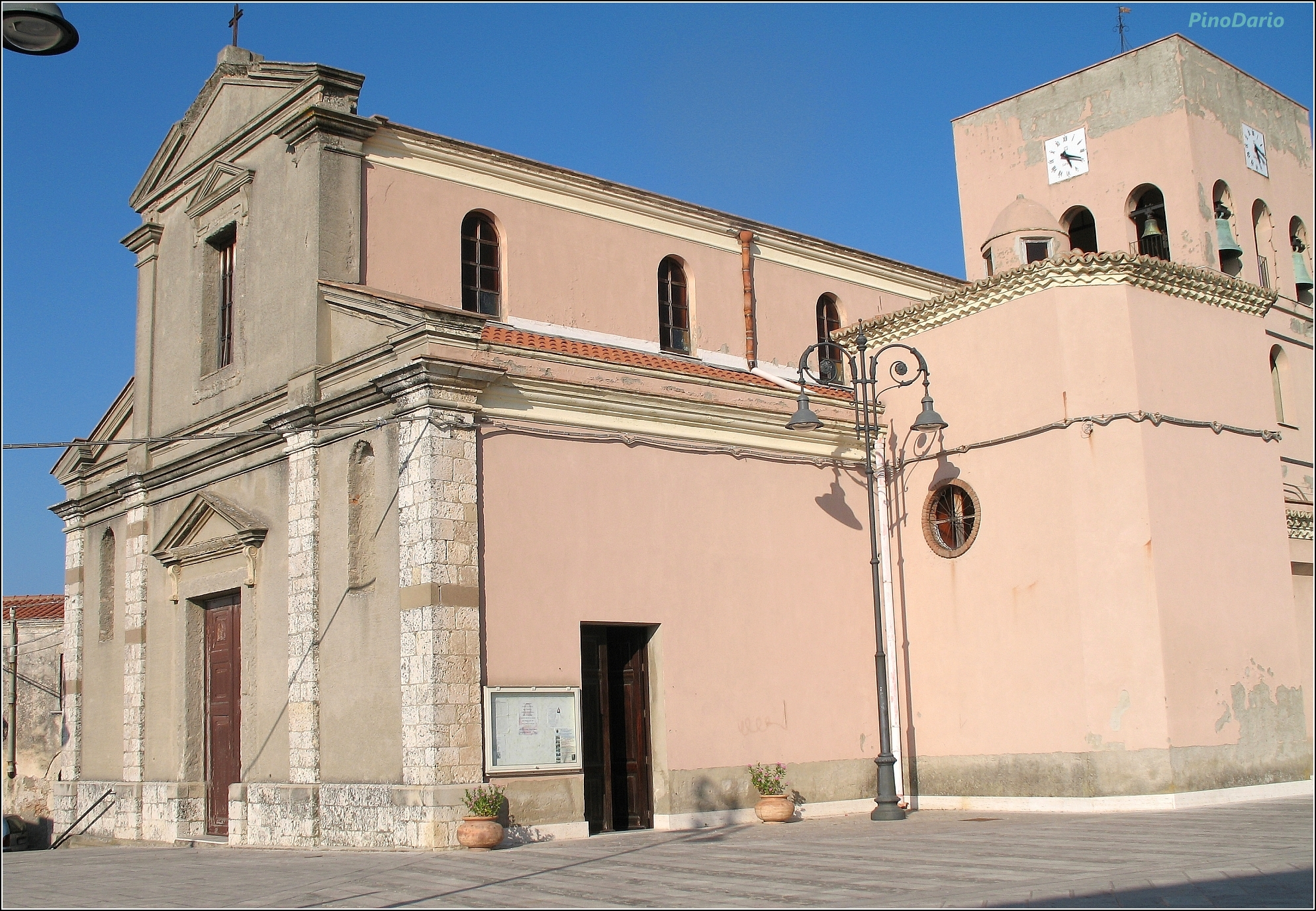
Chiesa

Valdina là một đô thị ở tỉnh Messina trong vùng Sicilia của Italia, có vị trí cách khoảng 180 km về phía đông của Palermo và vào khoảng 15 km về phía tây của Messina. Tại thời điểm ngày 31 tháng 12 năm 2004, đô thị này có dân số 1.253 người và diện tích là 2,8 km².
Đô thị Valdina có các frazioni (các đơn vị cấp dưới, chủ yếu là các làng) Fondachello and Tracoccia.
Valdina giáp các đô thị: Roccavaldina, Torregrotta, Venetico.